# 君津市農業協同組合
君津市農業協同組合（きみつしのうぎょうきょうどうくみあい、JAきみつ、君津市農協）は、千葉県君津市に本所を置く農業協同組合。

## 概要
2004年に富津市農業協同組合（JA富津市）、袖ケ浦農業協同組合（JA袖ケ浦）が当組合に合併し、君津市・富津市・袖ケ浦市を事業エリアとしている。君津市の指定金融機関である。

## 本支店
- 本店
- 貞元支店
〒299-1133　千葉県君津市貞元188-2
- 周南支店
〒299-1117　千葉県君津市宮下2丁目24-27
- 市役所支店
〒299-1152　千葉県君津市久保2丁目13-1
- 周西支店
〒299-1152　千葉県君津市久保1丁目4-1
- 小櫃支店
〒292-0451　千葉県君津市末吉152
- 久留里支店
〒292-0421　千葉県君津市久留里市場473-1
- 亀山支店
〒292-0531　千葉県君津市藤林268-1
- 小糸支店
〒292-1147　千葉県君津市中島681-1
- 清和支店
〒292-1168　千葉県君津市西粟倉115
- 平川支店
〒299-0205　千葉県袖ケ浦市上泉361
- 袖ヶ浦支店
〒299-0257　千葉県袖ケ浦市神納1丁目3-1
- 大佐和支店
〒293-0043　千葉県富津市岩瀬157-1
- 富津支店
〒293-0021　千葉県富津市富津1470
- 青堀支店
〒293-0012　千葉県富津市青木1561-11
- 天羽支店
〒299-1616　千葉県富津市海良122-3
- 峰上支店
〒299-1752　千葉県富津市関尻468
- 直販センター
〒292-0451　千葉県君津市末吉238-1
- 君津購買センター
〒299-1173　千葉県君津市外箕輪4丁目31-45
- 小櫃経済センター
〒292-0451　千葉県君津市末吉152
- 上総購買センター
〒292-0422　千葉県君津市久留里109-1
- 小糸経済センター
〒299-1104　千葉県君津市糠田169
- 清和購買センター
〒292-1168　千葉県君津市西粟倉115
- 平川経済センター
〒299-0205　千葉県袖ケ浦市上泉361
- 富津集出荷場
〒293-0013　千葉県富津市西川80
- 富津経済センター
〒293-0043　千葉県富津市岩瀬157-1
- 天羽経済センター
〒299-1618　千葉県富津市花輪146-1
- 小櫃農機センター
〒292-0451　千葉県君津市末吉971-1
- 上総農機整備工場
〒292-0503　千葉県君津市広岡1771
- 総合機械センター
〒299-1104　千葉県君津市糠田169
- 平川農機整備工場
〒299-0205　千葉県袖ケ浦市上泉366
- 天羽農機整備工場
〒299-1618　千葉県富津市花輪146-1
- LPGセンター
〒299-1104　千葉県君津市糠田169
- 貞元GS
〒299-1133　千葉県君津市貞元188-2
- ジャスポートこいとSS
〒292-1141　千葉県君津市根本431
- ジャスポートおびつSS
〒292-0451　千葉県君津市末吉40-1
- 天羽GS
〒299-1618　千葉県富津市花輪150-1
- 介護センター
〒292-1173　千葉県君津市外箕輪4丁目31-45
- 虹のホールおびつ
〒292-0441　千葉県君津市戸崎字梶開2626-7
- 自然休養村管理センター
〒292-1173　千葉県君津市大岩286

## 農産物直売所
- 味楽囲さだもと店
〒299-1133　千葉県君津市貞元133-1
- 味楽囲おびつ店
〒292-0451　君津市末吉238-1
- ゆりの里
〒299-0256　千葉県袖ヶ浦市飯富1635-1
- 天羽ふるさと館
〒299-1616　千葉県富津市海良122-3　天羽支店駐車場